# Владислав Блянуца
Владислав Блянуца (рум. Vladislav Blănuță; нар. 12 січня 2002, Хинчешти, Молдова) — молдовський футболіст, нападник клубу групи C Серії C «Пескара», який виступає в оренді за клуб румунської Ліги I «Крайова».

## Клубна кар'єра
Вихованець декількох молодіжних академій, у тому числі й «Рапіда» (Бухарест) та «Пескари». Дебютував на дорослому рівні за «Пескару» 27 грудня 2020 року в переможному (3:0) поєдинку чемпіонату проти «Віртус Ентелли».
4 вересня 2022 року приєднався до румунського клубу «ФК У Крайова 1948» у довгострокову оренду.

## Кар'єра в збірній
Виступає за молодіжну збірну Молдови.

## Особисте життя
Владислав — син нинішнього головного тренера жіночої збірної Молдови Едуарда Блянуце.

## Статистика виступів

### Клубна
Станом на 4 лютого 2023
| Клуб                         | Сезон             | Ліга              | Ліга  | Ліга | Кубок | Кубок | Континентальні | Континентальні | Загалом | Загалом |
| Клуб                         | Сезон             | Дивізіон          | Матчі | Голи | Матчі | Голи  | Матчі          | Голи           | Матчі   | Голи    |
| ---------------------------- | ----------------- | ----------------- | ----- | ---- | ----- | ----- | -------------- | -------------- | ------- | ------- |
| «Пескара»                    | 2020–21           | Серія B           | 1     | 0    | 0     | 0     | —              | —              | 1       | 0       |
| «Пескара»                    | 2021–22           | Серія C           | 6     | 0    | 0     | 0     | —              | —              | 6       | 0       |
| «Пескара»                    | Загалом           | Загалом           | 7     | 0    | 0     | 0     | 0              | 0              | 7       | 0       |
| «ФК У Крайова 1948» (оренда) | 2022–23           | Ліга I            | 4     | 1    | 1     | 0     | —              | —              | 5       | 1       |
| Усього за кар'єру            | Усього за кар'єру | Усього за кар'єру | 11    | 1    | 1     | 0     | 0              | 0              | 12      | 1       |